# ルーズベルト・アイランド駅
ルーズベルト・アイランド駅（Roosevelt Island）は、マンハッタン区ルーズベルト島のメイン・ストリートに位置するニューヨーク市地下鉄IND63丁目線の駅で、F系統が終日停車する。
マーブル・ヒル-225丁目駅とともに、マンハッタン区にありながらマンハッタン島外にある2駅の1つとなっている。

## 歴史
駅は1989年10月29日に開業した。
駅には当初Q系統が平日に、B系統が週末に停車し、どちらもIND6番街線に接続していた。
21丁目-クイーンズブリッジ駅が終点だったころは、63丁目トンネルは「どこにもつながらないトンネル」といわれていた。その後、2001年にINDクイーンズ・ブールバード線と接続、この際に停車系統が現在のF系統に変更された:5 :2。

## 駅構造
| G           | 地上階                       | 出入口                                                                                    |
| G           | 地上階                       | 改札口、駅員詰所 (駅舎内にエレベーターあり)                                               |
| B1          | 上層メザニン                 | エスカレーターの踊り場                                                                    |
| B2          | 下層メザニン                 | ホーム間連絡通路                                                                          |
| B3 ホーム階 | 相対式ホーム、右側ドアが開く | 相対式ホーム、右側ドアが開く                                                              |
| B3 ホーム階 | 南行線                       | ← コニー・アイランド-スティルウェル・アベニュー駅行き (レキシントン・アベニュー-63丁目駅) |
| B3 ホーム階 | 北行線                       | → ジャマイカ-179丁目駅行き (21丁目-クイーンズブリッジ駅) →                                |
| B3 ホーム階 | 相対式ホーム、右側ドアが開く |                                                                                           |
| B4          | 1番線                        | ← ロングアイランド鉄道 イースト・サイド・アクセス (建設中)                                |
| B4          | 2番線                        | ← ロングアイランド鉄道 イースト・サイド・アクセス (建設中) →                              |

駅は相対式ホーム2面2線の駅で、ホームは63丁目トンネルに挟まれている関係で地上から約100フィート (30 m)下にあり、ニューヨーク市地下鉄で4番目に深い位置にある駅となっている。また、改札は地上にあるためエスカレーターでは改札からホーム上の連絡通路の間に1か所踊り場がある。
駅にはエレベーターが設置されておりADA対応駅である。駅の西に転轍機があるほか、63丁目トンネルを抜けるとIND2番街線と接続予定の場所がある:21。ロングアイランド鉄道イースト・サイド・アクセスが使用する予定のトンネルが下にある。

### 出口
改札はメイン・ストリート付近の地上に1か所ある。

## 利用者数
開業当時からルーズベルト・アイランド・トラムウェイの利用者数は減少傾向で、1日当たりの利用者数は1989年に約5500人だったものが1993年に約3000人に落ち込んだ。2008年には1日当たり約5900人が駅を利用した。2016年の平日には6630人が利用した。年間利用者数は2,110,471人となっている。

## 周辺
ゴールドウォーター・メモリアル病院があるほか、南にコーネル大学及びイスラエル工科大学コーネルキャンパスが2,000,000-平方フート (190,000 m2)の敷地内にある メイン・ストリートにはグッド・シェパード教会がある。これは1888年に建てられ、現在はアメリカ合衆国国家歴史登録財に指定されている。また、ファイアーファイターズ・フィールドと呼ばれる野球場がある。ルーズベルト・アイランド・トラムウェイが駅入口のすぐ南にのりばを設けている。

## 画像

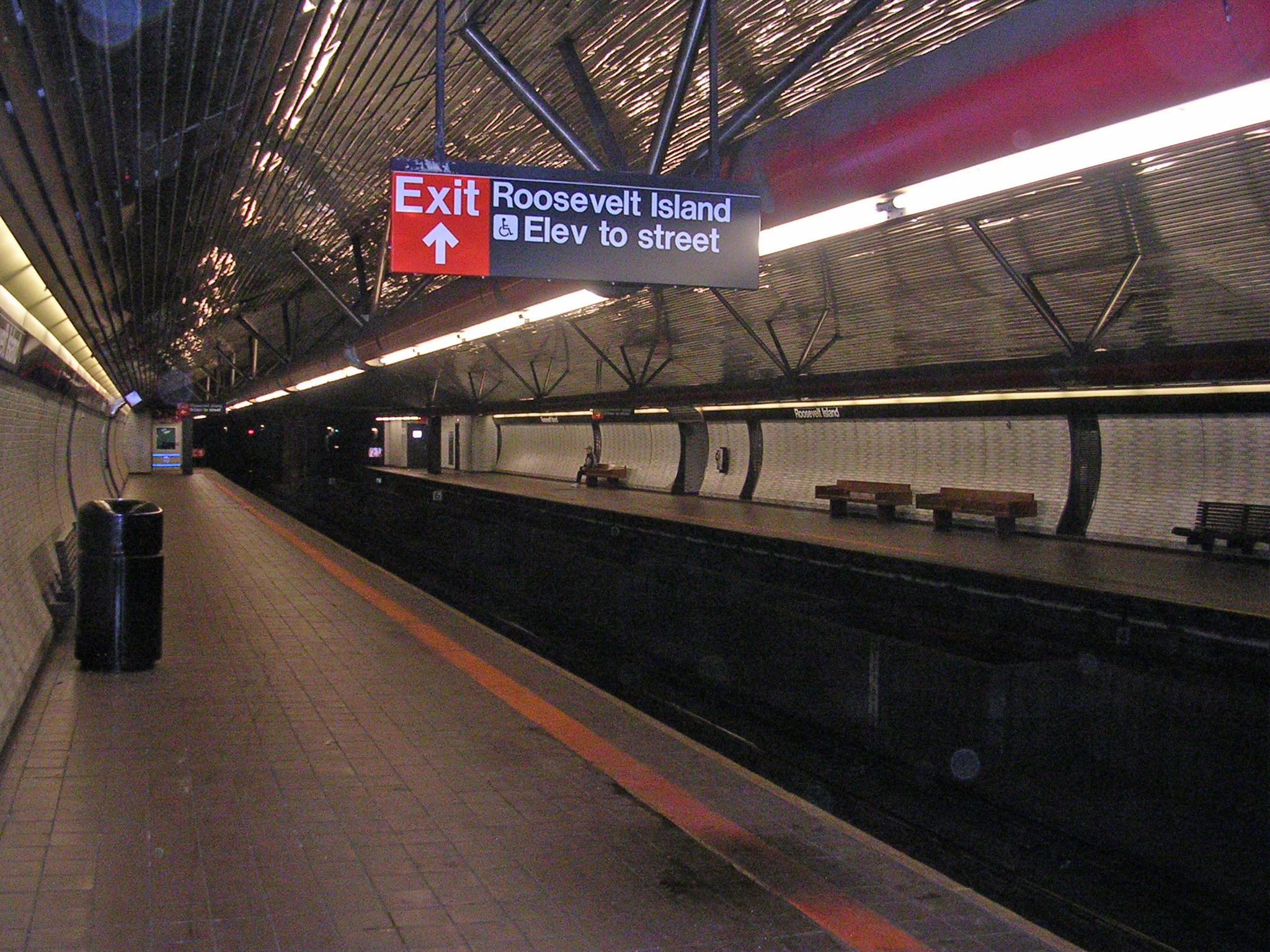
ホーム
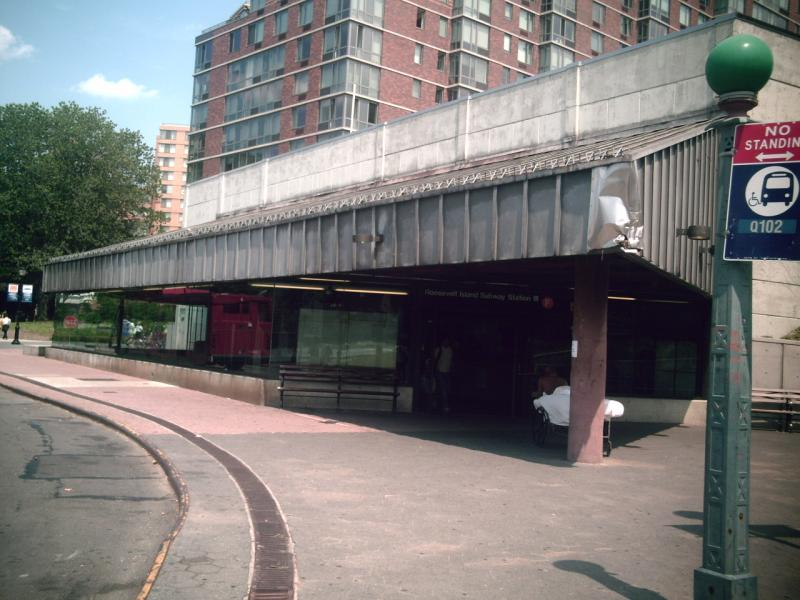
駅舎
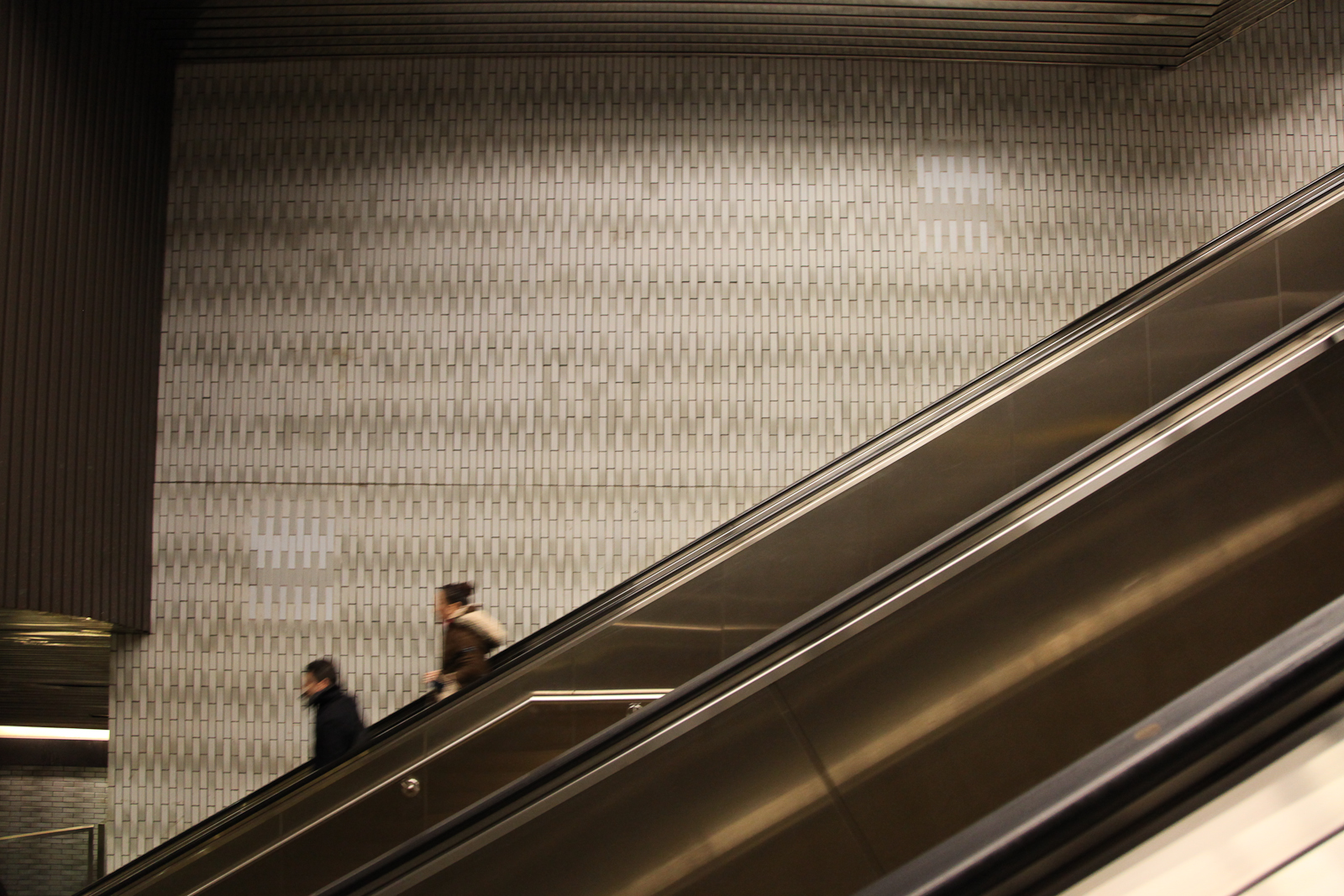
エスカレーター